# Plagiopora recens
Plagiopora recens är en mossdjursart som beskrevs av Gordon 1989. Plagiopora recens ingår i släktet Plagiopora och familjen Catenicellidae. Inga underarter finns listade i Catalogue of Life.